# Araneus alboquadratus
Araneus alboquadratus là một loài nhện trong họ Araneidae.
Loài này thuộc chi Araneus. Araneus alboquadratus được miêu tả năm 1935 bởi Dyal.